# اوشانا
اوشانا (به قزاقی: Ushana) یک منطقهٔ مسکونی در قزاقستان است که در شهرستان کاراتوبه واقع شده‌است. اوشانا ۶۹۶ نفر جمعیت دارد.